# كان ياما كان في مومباي دوبارا!
كان ياما كان في مومباي دوبارا! (النطق الهندوستاني: [d̪o:ba:ra]) هو فيلم هندي من إنتاج عام 2013 من إخراج ميلان لوثريا وإنتاج إيكتا كابور وشوبها كابور. الفيلم هو الجزء الثاني لفيلم كان ياما كان في مومباي (2010)، ومن بطولة أكشاي كومار وسوناكشي سينها وعمران خان في أدوار رئيسية، وسونالي بندر في دور مساعد.

## روابط خارجية
- كان ياما كان في مومباي دوبارا! على موقع IMDb (الإنجليزية)
- كان ياما كان في مومباي دوبارا! على موقع ميتاكريتيك (الإنجليزية)
- كان ياما كان في مومباي دوبارا! على موقع روتن توميتوز (الإنجليزية)
- كان ياما كان في مومباي دوبارا! على موقع أول موفي (الإنجليزية)
- كان ياما كان في مومباي دوبارا! على موقع بوكس أوفيس موجو (الإنجليزية)
- كان ياما كان في مومباي دوبارا! على موقع قاعدة بيانات الفيلم (الإنجليزية)
- كان ياما كان في مومباي دوبارا! على موقع ليتربوكسد (الإنجليزية)
- كان ياما كان في مومباي دوبارا! على موقع كينوبويسك (الروسية)